# Jan Palmstierna
Jan Palmstierna, född 26 juli 1948, är en svensk ämbetsman och diplomat. Han har varit ambassadör i Estland och Litauen.
Palmstierna var Sveriges ambassadör i Vilnius 1999–2004 och i Tallinn under åren 2008–2013. Vidare var han ambassadör i utrikesdepartementet, liksom chefssamordnare för handel- och investeringsfrämjande.